# Centraliai Főiskola
A Centraliai Főiskola az USA Washington államának Centralia városában található felsőoktatási intézmény, Washington állam legrégebb óta működő közösségi főiskolája. Mortonban telephely található.
A főiskolán alapdiplomát menedzsment, dízeltechnológia, információtudomány, tanárképzés és viselkedéstudományi szakokon lehet szerezni.

## Története
Az 1925-ben Centralia Junior College néven megnyílt intézmény 1948-ban szerzett akkreditációt. Önálló campusa (Kemp épület) 1950-ben nyílt meg.

## Műtárgyak
A főiskola színháza ad otthont Michael Spafford The Twelve Labors of Hercules címet viselő falfestményeinek, amelyeket az 1980-as években helyeztek el az állami képviselőházban. Mivel egyesek kritizálták a festmények szexuális természetét, 1982 és 1987 között függönnyel takarták el azokat, később pedig raktárba kerültek. Több évtizednyi tárgyalást követően 2002-ben a Centralia Főiskolára kerültek át.
Az Alden Mason által készített, a korábban Washington állam Kapitóliumában kiállított festmények a főiskola könyvtárában találhatóak meg.

## Sport
A Northwest Athletic Conference tagjaként játszó Centralia College Trailblazersnek röplabda-, kosárlabda-, baseball-, softball- és golfcsapatai is vannak.

## Fordítás
- Ez a szócikk részben vagy egészben  a   Centralia College című angol Wikipédia-szócikk ezen változatának fordításán alapul.  Az eredeti cikk szerkesztőit annak laptörténete sorolja fel. Ez a jelzés csupán a megfogalmazás eredetét és a szerzői jogokat jelzi, nem szolgál a cikkben szereplő információk forrásmegjelöléseként.